# Vieux-Habitants
Vieux-Habitants is een gemeente in het Franse overzeese departement Guadeloupe op het eiland Basse-Terre, en telt 7.110 inwoners (2019). De oppervlakte bedraagt 58,7 km². Het ligt ongeveer 8 km ten noordwesten van de hoofdstad Basse-Terre.

## Overzicht
Vieux-Habitants is het oudste dorp op Guadeloupe, en is in 1636 opgericht. Oorspronkelijk werd katoen, tabak en indigo verbouwd in het gebied. Tegenwoordig wordt in Vieux-Habitants koffie en vanille verbouwd.
In de vallei aan de Grande-Rivière des Vieux-Habitants wordt nog steeds koffie verbouwd. De rivier heeft een waterval en een meertje. De koffieplantage Grivelière is in de 18e eeuw opgericht. De gebouwen hebben monumentenstatus, en zijn te bezichtigen. In de bergen grenzend aan de vallei bevonden zich marronkampen van de ontsnapte slaven.

## Galerij

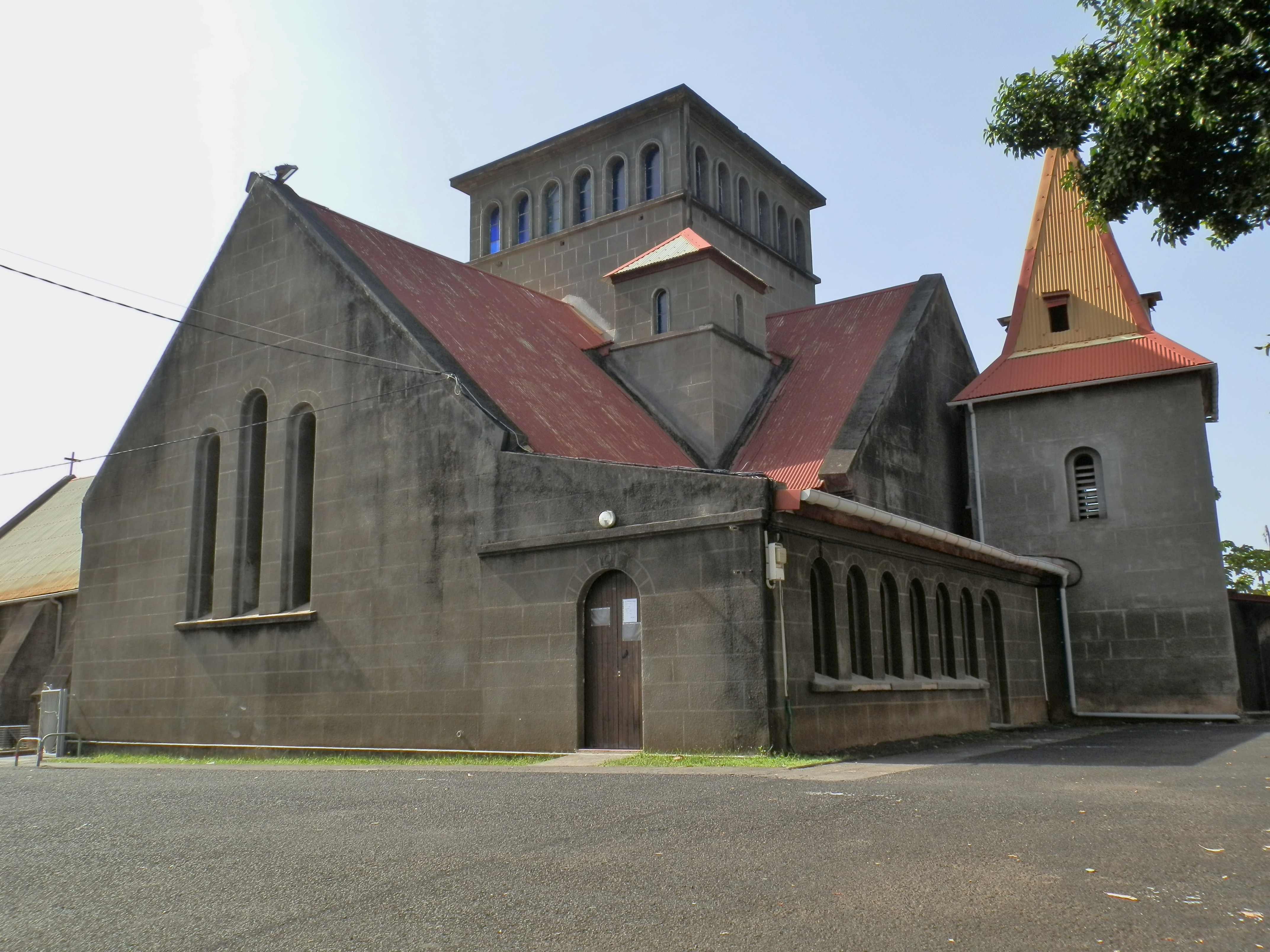
Sint Jozefkerk
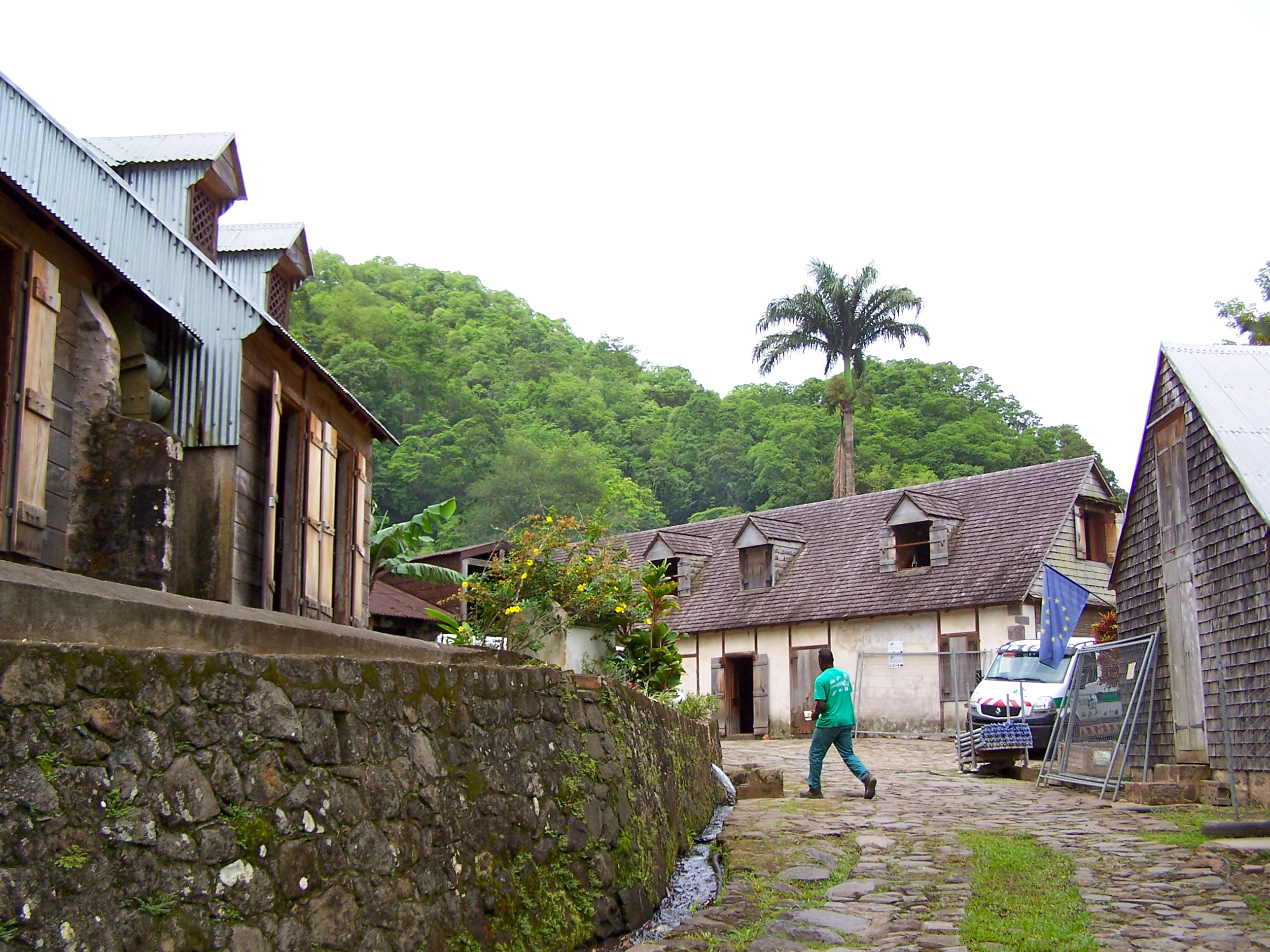
Plantage La Grivelière
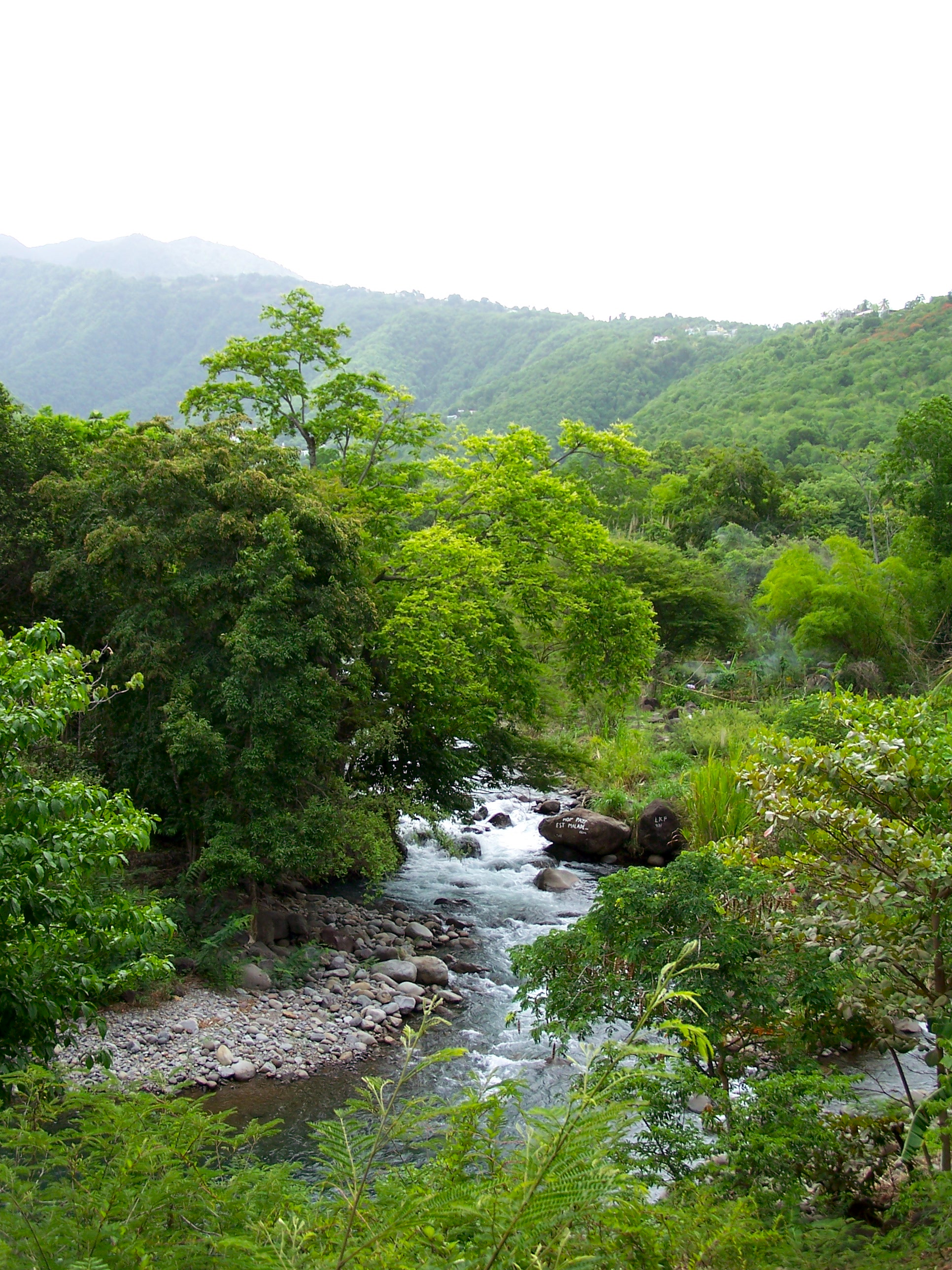
Grande-Rivière des Vieux-Habitants

- Bibliothèque nationale de France: cb11972510g (data)
- Library of Congress Control Number: n82061870
- Nationale Bibliotheek van Israël: 987007566980105171
- Virtual International Authority File: 167419891

Les Abymes · Anse-Bertrand · Baie-Mahault · Baillif · Basse-Terre · Bouillante · Capesterre-Belle-Eau · Capesterre-de-Marie-Galante · Deshaies · La Désirade · Le Gosier · Gourbeyre · Goyave · Grand-Bourg · Lamentin · Morne-à-l'Eau · Le Moule · Petit-Bourg · Petit-Canal · Pointe-à-Pitre · Pointe-Noire · Port-Louis · Saint-Claude · Sainte-Anne · Sainte-Rose · Saint-François · Saint-Louis · Terre-de-Bas · Terre-de-Haut · Trois-Rivières · Vieux-Fort · Vieux-Habitants